# Leon Kruczkowski
Leon Kruczkowski est un dramaturge, scénariste, romancier, essayiste et poète polonais, né le 28 juin 1900 à Cracovie et mort le 1er août 1962 à Varsovie.

## Filmographie
- 1996 : Les Allemands (scénario)
- 1975 : Der erste Tag der Freiheit (pour la télévision) (scénario)
- 1964 : Pierwszy dzien wolnosci (scénario)
- 1961 : Dzis w nocy umrze miasto
- 1960 : Les Chevaliers teutoniques (dialogue)
- 1953 : Drugie sumienie (court-métrage) (scénario de "Niemcy")
- 1953 : Zlote i czarne  (court-métrage)
- 1952 : La Jeunesse de Chopin (dialogue)
- 1951 : Die Sonnenbrucks (scénario)

## Théâtre
- La Mort du gouverneur (Śmierć gubernatora) traduit en français par Jerzy Lisowski
- Les Allemands, mise en scène de Clément Harari, au Théâtre Verlaine en 1950 avec Antoine Vitez

## Journalisme
- Il a notamment écrit dans les colonnes de l'hebdomadaire Odrodzenie.

## Récompenses et distinctions
- Prix Lénine pour la paix (12 décembre 1953)
- Janusz Morgenstern réalise en 1964 un film biographique intitulé Leon Kruczkowski